# Tetri Giorgi

Der Weiße Georg im georgischen Staatswappen

Tetri Giorgi (georgisch თეთრი გიორგი; dt. Weißer Georg) ist ein Name für den Heiligen Georg im östlichen Teil Georgiens. Im Staatswappen der ersten und dritten georgischen Republik steht seine Darstellung in verschiedenen Variationen im Mittelpunkt. In der modernen Geschichte steht er für eine gleichnamige Widerstandsorganisation.

## Mythologie
Georgische Ethnologen stellen die Entstehung des Namens in einen Zusammenhang mit einem heidnischen Mondgott, dem mythologischen Krieger Tetri Giorgi. Er soll in den Augen der Bevölkerung später mit dem Schutzheiligen Georgiens, dem Heiligen Georg, verschmolzen sein.
Dem Mythos zufolge griff der Heilige persönlich in Kämpfen gegen Georgiens Feinde ein. Er soll am 12. August 1121 an der Schlacht am Didgori gegen die Seldschuken und 1659 am Bachtrioni-Aufstand gegen die Perser teilgenommen haben.
Eine andere Legende berichtet, der Heilige sei nach dem Tod in 365 Stücke zerteilt und seine sterblichen Überreste in ganz Georgien bestattet worden. Viele Kirchenbauten in Transkaukasien sollen auf Gräbern Georgs errichtet worden sein.

## Widerstandsorganisation
Das Georgische Komitee Weißer Georg war eine 1924 von georgischen Emigranten in Deutschland gegründete Widerstandsorganisation. Ihr Ziel war die Befreiung Georgiens von der sowjetischen Besatzung. Mitglieder waren unter anderen Micheil Zereteli, Leo Kereselidse, Schalwa Maglakelidse, Aleksandre Manwelischwili, Grigol Robakidse, Wiktor Nosadse und Kalistrate Salia.
1926 wurde ein Untergrund-Ableger der Organisation in Tiflis gegründet. Im August 1937 verhaftete die sowjetische Geheimpolizei NKWD den Anführer der Gruppe, Ewgeni Gwaladse, und sämtliche ihrer Mitglieder. Gwaladse wurde wegen anti-sowjetischer Aktivitäten zum Tode verurteilt und am 25. Oktober 1937 in Tiflis erschossen.
Im Zweiten Weltkrieg kooperierte das Komitee mit der deutschen Wehrmacht und half bei der Rekrutierung von Soldaten für die Georgische Legion.